# Marettimo
Marettimo (Siciliaans: Marrètimu, Italiaans: Isola di Marettimo) is een van de Italiaanse Egadische Eilanden in de Middellandse Zee, ten westen van Sicilië. Bestuurlijk gezien behoort het eiland bij de gemeente Favignana in de provincie Trapani. Het hoogste punt van het eiland is Monte Falcone (686m).
De ongeveer 600 bewoners leven vooral van de visserij.

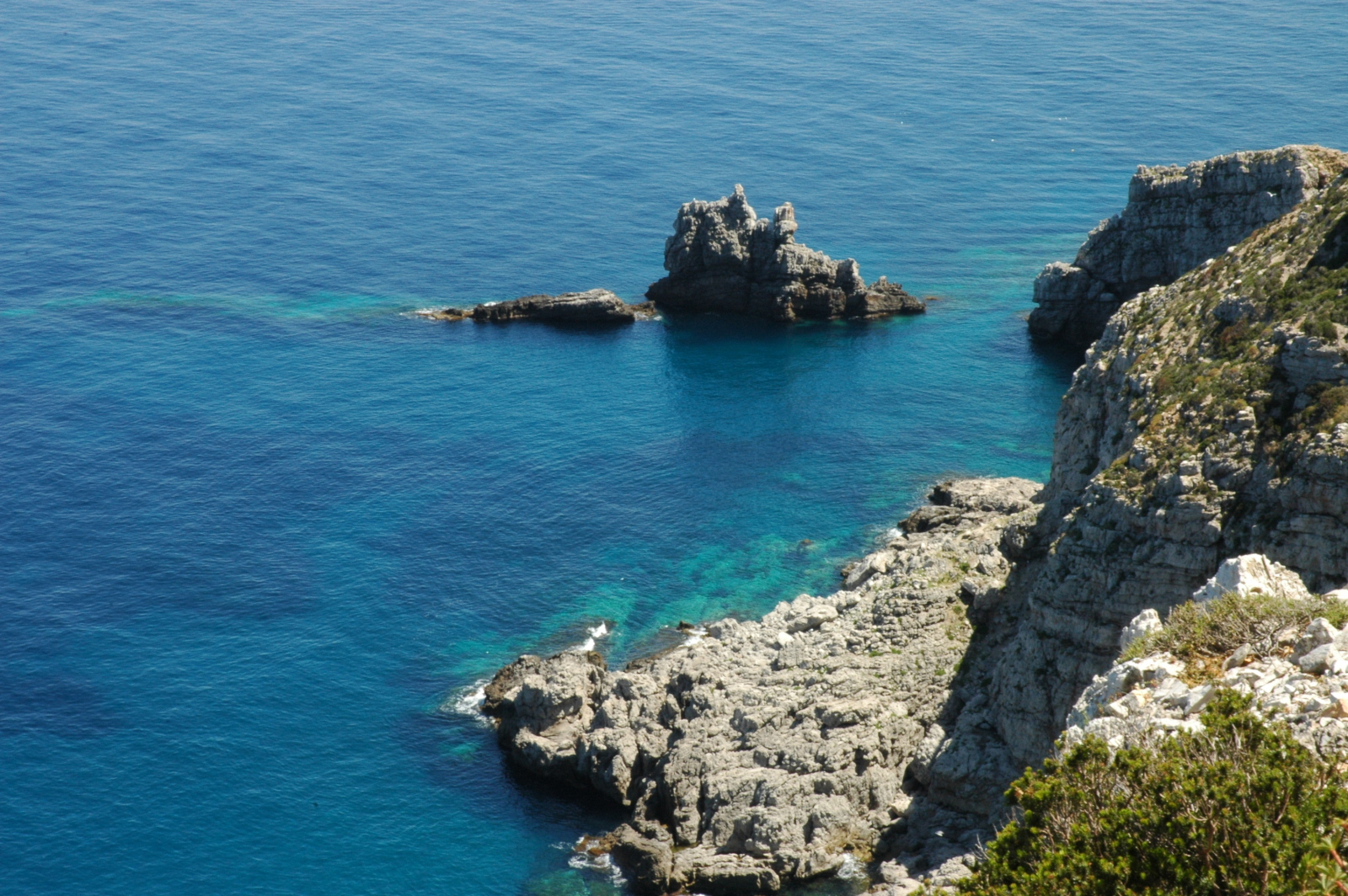
Oostkust van Marettimo